# 5456 Мерман
5456 Мерман (5456 Merman) — астероїд головного поясу, відкритий 25 квітня 1979 року.
Тіссеранів параметр щодо Юпітера — 3,542.